# الجمعية التشريعية لأتر برديش
الجمعية التشريعية لأتر برديش (بالأردية: اتر پردیش قانون ساز اسمبلی، بالإنجليزية: Uttar Pradesh Legislative Assembly)، والمعروفة أيضًا باسم أتر برديش فيدهان سابها (بالإنجليزية: Uttar Pradesh Vidhan Sabha): هي المجلس الأدنى للهيئة التشريعية لبرلمان ذو مجلسين عن ولاية أتر برديش الهندية.